# Patagonula bahiensis
'Patagonula bahiensis' é uma árvore pertencente à família Boraginaceae.